# Monarcha Saint Kitts i Nevis
Monarcha Saint Kitts i Nevis – tytuł głowy państwa Saint Kitts i Nevis, którą obecnie jest król Karol III. Saint Kitts i Nevis jest jednym z królestw Wspólnoty Narodów (Commonwealth realm), podobnie jak Kanada czy Bahamy, które związane jest unią personalną z Koroną brytyjską.

## Tytulatura
Tytuł Karola III jako króla Saint Kitts i Nevis brzmi:
- Charles III, by the Grace of God, King of Saint Kitts and Nevis and His other Realms and Territories, Head of the Commonwealth
- Karol III, Z Bożej łaski król Saint Kitts i Nevis i jego innych Królestw i Terytoriów, głowa Wspólnoty Narodów.

Króla w Saint Kitts i Nevis zastępuje gubernator generalny.

## Monarchowie Saint Kitts i Nevis
- 1983 – 8 września 2022[3]: Elżbieta II
- od 8 września: Karol III